# 王劝 (乾隆举人)
王劝（？—？），湖北麻城人，清朝政治人物。

## 生平
舉人出身。乾隆五十三年，擔任金山縣知縣。乾隆五十六年，再任。乾隆五十七年，第三次擔任金山縣知縣；同年改任華亭縣知縣。1796年，兼署南汇县知县一职，同年改由汪廷昉兼署。